# Formalismo (música)
El formalismo, en la estética de la música, es la valoración preferente de la forma o la estructura frente a lo que pueda ser la cualidad de la expresividad de la música. En el formalismo se hace uso de una determinada técnica de composición o de una categoría de obra que respeta cierto número de usos, teóricos o históricamente inducidos.

## Teoría estética
El filósofo y musicólogo estadounidense Leonard B. Meyer, en su Emotion and Meaning in Music (1956), distinguió a los 'formalistas' de los que llamó 'expresionistas'. Afirmaba que los formalistas sostendrían que el significado de la música radica en la percepción y comprensión de la relaciones musicales establecidas en las obras de arte y que el significado de la música es principalmente intelectual, mientras que los expresionistas argumentarían que estas mismas relaciones son, en cierto sentido, capaces de excitar sentimientos y emociones en el oyente'.. Sin embargo, hay que tener en cuenta que el término 'expresionismo' también es utilizado para definir un género musical tipificado por las primeras obras de Schoenberg. Los dos términos no están necesariamente relacionados. 
Así, Meyer aplicó el término formalista a Eduard Hanslick quien, en sus últimos años, defendió la música de Brahms sobre la de Liszt y Wagner por los claros principios formales (extraídos principalmente de la música de Beethoven) que encontró en la música de Brahms en oposición a los intentos de expresión emocional y representación pictórica (extraídos de la música de Berlioz) que encontró en la música de los últimos. Meyer también aplicó el término a Igor Stravinsky, aunque este evitó aplicárselo a sí mismo en ese mismo sentido. Su Poétique musicale de 1942 (Poética de la música) explora 'El fenómeno de la música' (título del capítulo 2) desde una perspectiva formalista. El libro es la transcripción de una serie de conferencias que Stravinsky dio en la Universidad de Harvard como parte de las Conferencias de Charles Eliot Norton en 1939-1940.

## Unión Soviética
Los primeros formalistas rusos que formaron un grupo activo al comienzo del periodo soviético fueron teóricos literarios rusos, el término El término formalismo fue adoptado por los críticos del periodo soviético para denunciar a todo aquello que no se adaptara a la ideología cultural oficial del régimen, todo lo que se saliera de la estética del realismo socialista en la literatura y el arte. Esas condenas alcanzaron también a los compositores, cuya experimentación formal se consideraba que habría tenido una mayor valoración sobre los contenidos que no incluyeran la ideología revolucionaria o no reflejase la experiencia de las clases trabajadoras.
Dmitri Shostakóvich fue denunciado en el artículo titulado Caos en vez de música en el periódico soviético Pravda en enero de 1936 en relación con una representación en Moscú de su ópera Lady Macbeth de Mtsensk por su "música desasosegada, estridente y neurótica... que es la que apetece a los pervertidos gustos de la burguesía". Ante su evidente "pecado de formalismo", el compositor retiró su Cuarta Sinfonía. Su Quinta Sinfonía, estrenada en Leningrado en 1937, unos días antes de su representación en Moscú, apareció un artículo el 25 de enero de 1938 en el periódico Vechérniaya Moskvá, supuestamente escrito por el propio compositor, como 'la respuesta de un artista soviético a una crítica justificada'. Otras acusaciones vinieron como parte de la Doctrina Zhdánov en febrero de 1948, que además de a Shostakóvich, citaba a otros compositores soviéticos prominentes: Serguéi Prokófiev, Aram Jachaturián, Vissarión Shebalín, Gavriil Popov, Nikolái Miaskovski 'y otros', como formalistas.
La proscripción del formalismo no se limitó a la Unión Soviética. Por ejemplo, en Polonia, inmediatamente después de la Segunda Guerra Mundial, el régimen estalinista insistió en que los compositores adoptaran el realismo socialista, y aquellos que no lo hicieron, incluidos Witold Lutosławski y Andrzej Panufnik, vieron prohibidas las interpretaciones de sus composiciones en Polonia por ser 'formalistas'. Otros países del Bloque del Este experimentaron restricciones similares. Zoltán Kodály se quejaba ante Panufnik de problemas similares al que debían enfrentarse los compositores en Hungría.

## Historiografía musical
El término también se ha utilizado para designar un enfoque de la escritura sobre la historia de la música, a veces llamado el enfoque de las 'Grandes Obras' (por analogía con los 'Grandes Libros'), donde la historia de la música se concibe en términos de relaciones entre obras de arte, exclusión de considerar contextos culturales. En el influyente libro de Joseph Kerman, Contemplating Music se pedía la recontextualización de las obras musicales y una mayor investigación de sus entornos culturales en lugar de su estado posterior en el canon musical. Fue paralelo al Nuevo historicismo en otros campos históricos, donde la vida cotidiana se consideraba tan digna de investigación como los grandes hombres y las grandes guerras.
Aunque no aboga necesariamente por un retorno al formalismo, el musicólogo Lawrence Kramer ha criticado el movimiento por reducir las obras de arte a artefactos culturales y tender a denigrar tanto el 'significado' de la música como el 'valor' de las obras excepcionales.